# Cliffortia oligodonta
Cliffortia oligodonta är en rosväxtart som beskrevs av C.Whitehouse. Cliffortia oligodonta ingår i släktet Cliffortia och familjen rosväxter. Inga underarter finns listade i Catalogue of Life.